# Antonino Gutiérrez Solana

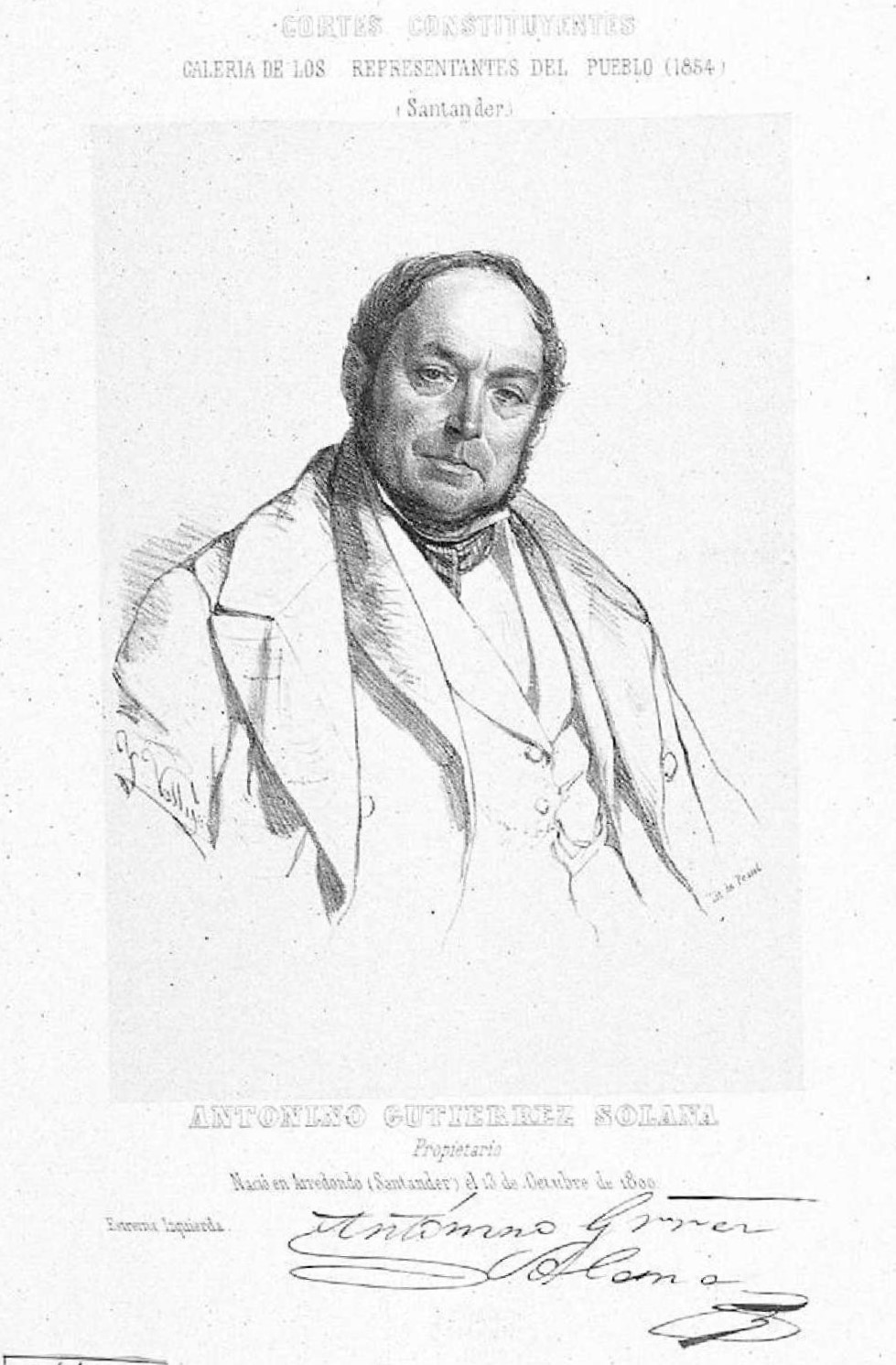
Retrato de Antonio Gutiérrez Solana por José Vallejo y Galeazo para Cortes Constituyentes. Galería de los representantes del pueblo. Inscripción: «1854. Santander. Antonino Gutiérrez Solana / Propietario / Nació en Arredondo (Santander) el 13 de Octubre de 1800. / Estrema Izquierda».

Antonino Gutiérrez Solana (Arredondo (España), 1800-Arredondo, 1855) fue un empresario, hombre de negocios, indiano, mecenas y político español.

## Biografía
Bautizado el 13 de octubre de 1800 en la localidad cántabra de Arredondo, era hijo de Juan Gutiérrez-Solana y Clara Castillo del Valle y descendía de los Solana de Socueva y de los Gutiérrez de Quintana, de Soba. Se casó con una acaudalada heredera mexicana, María Josefa de Gómez Neira, hija de Isidro Gómez Neira. En 1826 se traslada a España.
Fue senador por Santander en la legislatura de 1841-1842 y perteneció a la Sociedad Económica de Amigos del País de Liébana, de la que fue presidente de su diputación permanente en Madrid.
En las elecciones a Cortes constituyentes de 1854 fue elegido diputado por la circunscripción de Santander en segunda votación. No completó la legislatura por fallecimiento, comunicado al Gobierno el 2 de octubre de 1855. Su muerte ha sido datada el 17 de septiembre de 1855 en Arredondo. Fue antepasado del pintor José Gutiérrez Solana.

## Mecenazgo
En 1835 adelantó la financiación de las obras de la carretera de La Cavada a Arredondo a cambio de un peaje, revirtiendo posteriormente la infraestructura al Estado.
También fue el promotor de la iglesia de San Pelayo, en Arredondo, junto con su hermano Miguel, terminada en 1860, de estilo neoclásico, realizada por el arquitecto Manuel Gutérrez Vélez, la cual posee una singular torre que semeja un faro y que tuvo un coste de 750 000 reales de vellón. 
Construyó el edificio que alberga la casa consistorial de su pueblo natal y promovió cuatro escuelas con casas para los maestros.
En el puerto de montaña del pueblo, edificó la casa que se conoce como "la del Pasiego", junto a la de Castanedo. 
Asimismo, planteó realizar un camino en Liébana, de Sierras Albas a Tina Mayor.
Además levantó un lujoso palacete junto al puerto de Santander.